# Élections législatives de 2017 dans l'Allier
Les élections législatives françaises de 2017 se déroulent les 11 et 18 juin 2017. Dans le département de l'Allier, trois députés sont à élire dans le cadre de trois circonscriptions.

## Élus
| Circonscription                                 | Député sortant     | Parti | Parti | Député élu ou réélu    | Parti | Parti |
| ----------------------------------------------- | ------------------ | ----- | ----- | ---------------------- | ----- | ----- |
| 1re                                             | Guy Chambefort*    |       | PS    | Jean-Paul Dufrègne     |       | PCF   |
| 2e                                              | Bernard Lesterlin* |       | DVG   | Laurence Vanceunebrock |       | LREM  |
| 3e                                              | Gérard Charasse*   |       | PRG   | Bénédicte Peyrol       |       | LREM  |
| * député sortant ne se représentant pas en 2017 |                    |       |       |                        |       |       |

## Rappel des résultats départementaux des élections de 2012
| Parti          | Parti                                | Premier tour | Premier tour | Second tour | Second tour | Sièges |
| Parti          | Parti                                | Voix         | %            | Voix        | %           | Sièges |
| -------------- | ------------------------------------ | ------------ | ------------ | ----------- | ----------- | ------ |
|                | Parti socialiste                     | 39 775       | 25,91        | 61 666      | 40,72       | 2      |
|                | Parti radical de gauche              | 19 996       | 13,03        | 26 301      | 17,37       | 1      |
|                | Les Verts                            | 3 268        | 2,13         |             |             | 0      |
|                | Majorité présidentielle              | 63 039       | 41,07        | 87 967      | 58,09       | 3      |
|                |                                      |              |              |             |             |        |
|                | Union pour un mouvement populaire    | 49 524       | 32,26        | 63 458      | 41,91       | 0      |
|                | Divers droite dont DLR et PCD        | 811          | 0,53         |             |             | 0      |
|                | Parti radical                        | 325          | 0,21         | 0           |             |        |
|                | Nouveau centre                       | 273          | 0,18         | 0           |             |        |
|                | Droite parlementaire                 | 50 933       | 33,18        | 63 458      | 41,91       | 0      |
|                |                                      |              |              |             |             |        |
|                | Front de gauche                      | 19 042       | 12,41        |             |             | 0      |
|                | Front national                       | 16 903       | 11,01        | 0           |             |        |
|                | Divers écologiste dont LT-LNÉ et AÉI | 1 499        | 0,98         | 0           |             |        |
|                | Extrême gauche dont LO, NPA et POI   | 1 483        | 0,97         | 0           |             |        |
|                | Mouvement démocrate                  | 593          | 0,39         | 0           |             |        |
|                |                                      |              |              |             |             |        |
| Inscrits       | Inscrits                             | 256 123      | 100,00       | 256 021     | 100,00      | 3      |
| Abstentions    | Abstentions                          | 99 716       | 38,93        | 98 961      | 38,65       |        |
| Votants        | Votants                              | 156 407      | 61,07        | 157 060     | 61,35       |        |
| Blancs et nuls | Blancs et nuls                       | 2 915        | 1,86         | 5 635       | 3,59        |        |
| Exprimés       | Exprimés                             | 153 492      | 98,14        | 151 425     | 96,41       |        |

## Résultats

### Résultats à l'échelle du département
|                                            |                           |                           |                           |                          |                          |        |
|                                            |                           | Premier tour 11 juin 2017 | Premier tour 11 juin 2017 | Second tour 18 juin 2017 | Second tour 18 juin 2017 |        |
|                                            |                           |                           |                           |                          |                          |        |
|                                            |                           | Nombre                    | % des inscrits            | Nombre                   | % des inscrits           |        |
| Inscrits                                   | Inscrits                  | 253 415                   | 100,00                    | 253 373                  | 100,00                   |        |
| Abstentions                                | Abstentions               | 123 181                   | 48,61                     | 133 903                  | 52,85                    |        |
| Votants                                    | Votants                   | 130 234                   | 51,39                     | 119 470                  | 47,15                    |        |
|                                            |                           |                           | % des votants             |                          | % des votants            |        |
| Bulletins blancs                           | Bulletins blancs          | 2 481                     | 1,91                      | 8 918                    | 7,46                     |        |
| Bulletins nuls                             | Bulletins nuls            | 1 231                     | 0,95                      | 5 165                    | 4,32                     |        |
| Suffrages exprimés                         | Suffrages exprimés        | 126 522                   | 97,15                     | 105 387                  | 88,21                    |        |
|                                            |                           |                           |                           |                          |                          |        |
| Étiquette politique                        | Étiquette politique       | Voix                      | % des exprimés            | Voix                     | % des exprimés           | Sièges |
|                                            |                           |                           |                           |                          |                          |        |
|                                            | La République en marche   | 37 656                    | 29,76                     | 55 300                   | 52,47                    | 2      |
|                                            | Les Républicains          | 26 543                    | 20,98                     | 29 172                   | 27,68                    | 0      |
|                                            | Front national            | 14 077                    | 11,13                     |                          |                          |        |
|                                            | La France insoumise       | 10 821                    | 8,55                      |                          |                          |        |
|                                            | Parti communiste français | 10 349                    | 8,18                      | 20 915                   | 19,85                    | 1      |
|                                            | Parti socialiste          | 7 804                     | 6,17                      |                          |                          |        |
|                                            | Parti radical de gauche   | 5 526                     | 4,37                      |                          |                          |        |
|                                            | Écologiste                | 4 987                     | 3,94                      |                          |                          |        |
|                                            | Debout la France          | 2 512                     | 1,99                      |                          |                          |        |
|                                            | Divers gauche             | 2 318                     | 1,83                      |                          |                          |        |
|                                            | Divers                    | 1 729                     | 1,37                      |                          |                          |        |
|                                            | Extrême gauche            | 1 247                     | 0,99                      |                          |                          |        |
|                                            | Divers droite             | 570                       | 0,45                      |                          |                          |        |
|                                            | Extrême droite            | 383                       | 0,30                      |                          |                          |        |
| Source : Ministère de l'Intérieur - Allier |                           |                           |                           |                          |                          |        |

### Résultats par circonscription

#### Première circonscription
Député sortant : Guy Chambefort (Parti socialiste).
|                                                                          | |                           |                           |                          |                          |
|                                                                          | | Premier tour 11 juin 2017 | Premier tour 11 juin 2017 | Second tour 18 juin 2017 | Second tour 18 juin 2017 |
|                                                                          | |                           |                           |                          |                          |
|                                                                          | | Nombre                    | % des inscrits            | Nombre                   | % des inscrits           |
| Inscrits                                                                 | Inscrits | 89 654                    | 100,00                    | 89 633                   | 100,00                   |
| Abstentions                                                              | Abstentions | 42 643                    | 47,56                     | 45 416                   | 50,67                    |
| Votants                                                                  | Votants | 47 011                    | 52,44                     | 44 217                   | 49,33                    |
|                                                                          | |                           | % des votants             |                          | % des votants            |
| Bulletins blancs                                                         | Bulletins blancs | 933                       | 1,98                      | 2 457                    | 5,56                     |
| Bulletins nuls                                                           | Bulletins nuls | 399                       | 0,85                      | 1 421                    | 3,21                     |
| Suffrages exprimés                                                       | Suffrages exprimés                                                                                                  | 45 679                    | 97,17                     | 40 339                   | 91,23                    |
|                                                                          | |                           |                           |                          |                          |
| Candidat Étiquette politique (partis et alliances)                       | Candidat Étiquette politique (partis et alliances)                                                                  | Voix                      | % des exprimés            | Voix                     | % des exprimés           |
|                                                                          | |                           |                           |                          |                          |
|                                                                          | Pauline Rivière La République en marche                                                                             | 13 267                    | 29,04                     | 19 424                   | 48,15                    |
|                                                                          | Jean-Paul Dufrègne Parti communiste français (Europe Écologie Les Verts - La France insoumise)                      | 10 351                    | 22,66                     | 20 915                   | 51,85                    |
|                                                                          | Pierre-André Périssol Les Républicains                                                                              | 9 248                     | 20,25                     |                          |                          |
|                                                                          | Michèle Ciuch Front national                                                                                        | 4 706                     | 10,30                     |                          |                          |
|                                                                          | Magali Alexandre Parti socialiste                                                                                   | 3 079                     | 6,74                      |                          |                          |
|                                                                          | Jean Mallot Divers gauche (Parti socialiste diss.)                                                                  | 2 026                     | 4,44                      |                          |                          |
|                                                                          | Corentin Blache Debout la France                                                                                    | 896                       | 1,96                      |                          |                          |
|                                                                          | Luderce Poinambalom Écologiste (La France qui ose - Le Trèfle - Confédération pour l'homme, l'animal et la planète) | 894                       | 1,96                      |                          |                          |
|                                                                          | Jean-Marc Collot Lutte ouvrière                                                                                     | 460                       | 1,01                      |                          |                          |
|                                                                          | Albino Amato Divers (Parti du vote blanc)                                                                           | 302                       | 0,66                      |                          |                          |
|                                                                          | Fabienne Mottet Divers gauche (Nouvelle Donne)                                                                      | 293                       | 0,64                      |                          |                          |
|                                                                          | Hasna Domeck Divers (Union populaire républicaine)                                                                  | 157                       | 0,34                      |                          |                          |
| Source : Ministère de l'Intérieur - Première circonscription de l'Allier | |                           |                           |                          |                          |

#### Deuxième circonscription
Député sortant : Bernard Lesterlin (Parti socialiste).
|                                                                          | |                           |                           |                          |                          |
|                                                                          | | Premier tour 11 juin 2017 | Premier tour 11 juin 2017 | Second tour 18 juin 2017 | Second tour 18 juin 2017 |
|                                                                          | |                           |                           |                          |                          |
|                                                                          | | Nombre                    | % des inscrits            | Nombre                   | % des inscrits           |
| Inscrits                                                                 | Inscrits | 84 584                    | 100,00                    | 84 575                   | 100,00                   |
| Abstentions                                                              | Abstentions | 41 742                    | 49,35                     | 45 324                   | 53,59                    |
| Votants                                                                  | Votants | 42 842                    | 50,65                     | 39 251                   | 46,41                    |
|                                                                          | |                           | % des votants             |                          | % des votants            |
| Bulletins blancs                                                         | Bulletins blancs | 911                       | 2,13                      | 3 639                    | 9,27                     |
| Bulletins nuls                                                           | Bulletins nuls | 458                       | 1,07                      | 2 189                    | 5,58                     |
| Suffrages exprimés                                                       | Suffrages exprimés | 41 473                    | 96,80                     | 33 423                   | 85,15                    |
|                                                                          | |                           |                           |                          |                          |
| Candidat Étiquette politique (partis et alliances)                       | Candidat Étiquette politique (partis et alliances)                                                                    | Voix                      | % des exprimés            | Voix                     | % des exprimés           |
|                                                                          | |                           |                           |                          |                          |
|                                                                          | Laurence Vanceunebrock-Mialon La République en marche                                                                 | 10 827                    | 26,11                     | 17 396                   | 52,05                    |
|                                                                          | Daniel Dugléry Les Républicains                                                                                       | 9 511                     | 22,93                     | 16 027                   | 47,95                    |
|                                                                          | Sylvain Bourdier La France insoumise (Parti communiste français)                                                      | 7 510                     | 18,11                     |                          |                          |
|                                                                          | Nicolas Brien Parti socialiste                                                                                        | 4 725                     | 11,39                     |                          |                          |
|                                                                          | Élisabeth Camus Front national                                                                                        | 4 145                     | 9,99                      |                          |                          |
|                                                                          | Philippe Buvat Europe Écologie Les Verts                                                                              | 1 325                     | 3,19                      |                          |                          |
|                                                                          | Jean-Marie Guillaumin Écologiste (La France qui ose - Le Trèfle - Confédération pour l'homme, l'animal et la planète) | 786                       | 1,90                      |                          |                          |
|                                                                          | Jean Demasse Debout la France                                                                                         | 707                       | 1,70                      |                          |                          |
|                                                                          | Philippe Chatel Divers (Mouvement alliés pour l'Allier)                                                               | 495                       | 1,19                      |                          |                          |
|                                                                          | Gilles Roche Lutte ouvrière                                                                                           | 396                       | 0,95                      |                          |                          |
|                                                                          | Dominique Séguier Divers droite (Parti chrétien-démocrate)                                                            | 289                       | 0,70                      |                          |                          |
|                                                                          | Jean-Pierre Fournier Résistons                                                                                        | 281                       | 0,68                      |                          |                          |
|                                                                          | Franck Picard Extrême droite (Union des patriotes - Comités Jeanne)                                                   | 207                       | 0,50                      |                          |                          |
|                                                                          | Céline Dommanget Divers (Union populaire républicaine)                                                                | 199                       | 0,48                      |                          |                          |
|                                                                          | Thierry Richard Divers (Parti des évidences concrètes)                                                                | 70                        | 0,17                      |                          |                          |
| Source : Ministère de l'Intérieur - Deuxième circonscription de l'Allier | |                           |                           |                          |                          |

#### Troisième circonscription
Député sortant : Gérard Charasse (Parti radical de gauche).
|                                                                           |                                                                                 |                           |                           |                          |                          |
|                                                                           |                                                                                 | Premier tour 11 juin 2017 | Premier tour 11 juin 2017 | Second tour 18 juin 2017 | Second tour 18 juin 2017 |
|                                                                           |                                                                                 |                           |                           |                          |                          |
|                                                                           |                                                                                 | Nombre                    | % des inscrits            | Nombre                   | % des inscrits           |
| Inscrits                                                                  | Inscrits                                                                        | 79 177                    | 100,00                    | 79 165                   | 100,00                   |
| Abstentions                                                               | Abstentions                                                                     | 38 797                    | 49,00                     | 43 163                   | 54,52                    |
| Votants                                                                   | Votants                                                                         | 40 380                    | 51,00                     | 36 002                   | 45,48                    |
|                                                                           |                                                                                 |                           | % des votants             |                          | % des votants            |
| Bulletins blancs                                                          | Bulletins blancs                                                                | 714                       | 1,77                      | 2 822                    | 7,84                     |
| Bulletins nuls                                                            | Bulletins nuls                                                                  | 293                       | 0,73                      | 1 555                    | 4,32                     |
| Suffrages exprimés                                                        | Suffrages exprimés                                                              | 39 373                    | 97,51                     | 31 625                   | 87,84                    |
|                                                                           |                                                                                 |                           |                           |                          |                          |
| Candidat Étiquette politique (partis et alliances)                        | Candidat Étiquette politique (partis et alliances)                              | Voix                      | % des exprimés            | Voix                     | % des exprimés           |
|                                                                           |                                                                                 |                           |                           |                          |                          |
|                                                                           | Bénédicte Peyrol La République en marche                                        | 13 562                    | 34,44                     | 18 480                   | 58,43                    |
|                                                                           | Gabriel Maquin Les Républicains                                                 | 7 784                     | 19,77                     | 13 145                   | 41,57                    |
|                                                                           | Jacques de Chabannes Parti radical de gauche                                    | 5 526                     | 14,03                     |                          |                          |
|                                                                           | Jean-Pierre Sigaud Front national                                               | 5 226                     | 13,27                     |                          |                          |
|                                                                           | Marie-Thérèse Dupuis La France insoumise                                        | 3 311                     | 8,41                      |                          |                          |
|                                                                           | Pascal Devos Écologiste (Parti communiste français - Europe Écologie Les Verts) | 1 982                     | 5,03                      |                          |                          |
|                                                                           | Marie-Laure Becouze Debout la France                                            | 909                       | 2,31                      |                          |                          |
|                                                                           | Bernard Lebel Lutte ouvrière                                                    | 391                       | 0,99                      |                          |                          |
|                                                                           | Annie Demmel Divers (Parti du vote blanc)                                       | 304                       | 0,77                      |                          |                          |
|                                                                           | Ahmed Ghlamallah Divers (Union populaire républicaine)                          | 202                       | 0,51                      |                          |                          |
|                                                                           | Guillaume de Longeville Extrême droite (Souveraineté, identité et libertés)     | 176                       | 0,45                      |                          |                          |
| Source : Ministère de l'Intérieur - Troisième circonscription de l'Allier |                                                                                 |                           |                           |                          |                          |